# Горно Трогерци
Горно Трогерци (на македонска литературна норма: Горно Трогерци) е село в централната източна част на Северна Македония, община Карбинци.

## География
Селото е разположено в най-крайните югозападни склонове на Осоговската планина, а землището му на юг се простира в широката долина на река Брегалница. Отдалечено е на 16,5 км. от Щип и на 7,7 км. от пътя Кочани-Щип.

## История
В XIX век Горно Трогерци е неголямо, изцяло българско село в Щипска кааза на Османската империя. Църквата „Света Троица“ е от XIX век. Според статистиката на Васил Кънчов („Македония. Етнография и статистика“) от 1900 г. Горно Трогярци има 138 жители, всички българи християни.
В началото на XX век жителите на селото са под върховенството на Българската екзархия. По данни на секретаря на екзархията Димитър Мишев („La Macédoine et sa Population Chrétienne“) през 1905 година в Горно Трогерци (Gorno-Troguertzi) има 112 българи екзархисти.
В 1910 година селото пострадва по време на обезоръжителната акция. Един човек от селото е арестуван и измъчван. През 1911 година османски аскер подлага на мъчения 22 местни жители - мъже и жени. Йордан Ягоридов, Илия Герасимов Ризов, Илия Търнаков и Мите Парталов са убити, други са осакатени и впоследствие умират. Някои са затворени в Щипския затвор и са освободени по време на Балканската война.
При избухването на Балканската война в 1912 година 3 души от Горно или Долно Трогерци са доброволци в Македоно-одринското опълчение. През войната селото е окупирано от сръбски части и след Междусъюзническата война в 1913 година селото остава в Сърбия.
По време на българското управление на Вардарска Македония през Първата световна война Горно Трогерци е част от Горнобалванска община в Щипска околия на Щипски окръг и има 173 жители.
На етническата си карта от 1927 година Леонард Шулце Йена показва Горно Трогерци (Gorno Trogerci) като българско християнско село.
През 1961 година селото има 248 жители, а през 1991 - 5.

## Личности
Родени в Горно Трогерци
- Георги Данаилов, деец на ВМРО, убит в сражение със сърби
- Гьошо Иванов, български революционер, деец на ВМРО[10]
- Гьошо Христов, български революционер, деец на ВМРО[10][11]
- Дафко Данаилов (1892 – 1982), български революционер от ВМОРО и ВМРО
- Доне Иванов, български революционер, деец на ВМОРО, действал в 1915 година в източната част на Вардарска Македония с чета, вероятно под командването на Иван Бърльо[12]
- Лазо Ефремов, български революционер, деец на ВМОРО, четник в четата на Иван Бърльо в март - май 1915 година,[13] починал след 1918 година[14]
- Нако Арсов, български революционер, деец на ВМОРО, четник в четата на Иван Бърльо в март - май 1915 година,[13] починал след 1918 година[14]
- Никола Данаилов (1893 – 1923), деец на българското македоно-одринско национално освободително движение, от Горно или Долно Трогерци[15]
- Ристо Пане от Трогерци, българин, православен, арестуван на 6 юли 1903 година, обвинен в „пазене и криена на документи и текстове с опасно съдържание“, осъден на 1 година затвор, амнистиран с общата амнистия от 12 април 1904 година[16]
- Тодор Лазаров (1896 – 1924), деец на ВМРО, убит на 20 август 1924 година от органи на българската полиция.[17]
- Яне Рагушка, български революционер, деец на ВМОРО, починал след 1918 година[14]

Починали в Горно Трогерци
- Гьошо Пачаваров (? - 1902), български революционер, деец на ВМОРО, войвода на чета в Щипско от февруари 1902 година, загинал в сражение с турски войски в Горно или Долно Трогерци[18][19]